# Червоновуха черепаха вітіювата
Червоновуха черепаха вітіювата (Trachemys ornata) — вид черепах з роду Червоновухі черепахи родини Прісноводні черепахи.

## Опис
Загальна довжина карапаксу досягає 38 см. Спостерігається статевий диморфізм: самиці дещо більші за самців. Голова невелика. Шия помірно довга. Карапакс майже овальної форми, трохи куполоподібний, з невеликим кілем по середині. Пластрон широкий та витягнутий. Лапи мають розвинені перетинки.
Голова сіро—зелена, коричнево—зеленувата. Помаранчева заочноямкова смуга тягнеться від ока, піднімається над скронею і продовжується на шию. Карапакс сіруватий або світло—коричневий. На реберних щитках є «оченята» з темним центром. Малюнок пластрона складається з 4 концентричних смуг, що зникають позаду і не доходять до анальної виїмки. за це забарвлення черепаха отримала свою назву.

## Спосіб життя
Полюбляє річки, струмки у кам'янистій місцині. Часто засмагає на березі. Харчується рибою, молюсками, комахами та водними рослинами.
Самиця відкладає до 20 яєць. Інкубаційний період триває від 100 до 150 діб.

## Розповсюдження
Мешкає у штатах Герреро, Халіско, Наярит, Сіналоа (Мексика).